# Theoretische Geodäsie
Unter Theoretischer Geodäsie (engl. Theoretical Geodesy) versteht man die mathematisch-physikalischen Grundlagen der Geodäsie. Vom Wort her entspricht ihr als Gegenstück die Angewandte Geodäsie, doch werden beide Begriffe international nicht einheitlich definiert.
In der Gliederung von Universitäten (z. B. Abteilung oder Institut für Theoretische Geodäsie) ist der Begriff beispielsweise in Bonn und an der TU Graz und Wien gebräuchlich, ebenso an Hochschulen in Polen, der Slowakei und im ehem. Jugoslawien sowie in einigen deutschen Landesämtern und in Österreichs BEV. Andere Hochschulen nennen die entsprechenden Institute Astronomische und Physikalische bzw. Planetare Geodäsie oder nur Geodäsie – im Gegensatz zu den technischen Aufgabenbereichen der Angewandten Geodäsie bzw. Vermessungskunde oder des Katasters.

## Fachliche Inhalte
Die Theoretische Geodäsie kann als Teil der Höheren Geodäsie aufgefasst werden und beinhaltet die Methodik von deren Teilgebieten
- Mathematische Geodäsie: Sphärische und ellipsoidische Trigonometrie, Koordinaten- und Bezugsysteme, Interpolations- und Prädiktionsrechnung, Entwurf von Kartennetzen (Mathematische Kartografie)
- Astronomische und Physikalische Geodäsie: Festpunktnetze und ihre Ausgleichung, Lotabweichung und Erdschwerefeld, geodätische Aspekte der Himmelsmechanik, Potentialtheorie und physikalisch-mathematische Erdmodelle
- sowie die theoretischen Grundlagen der Landesvermessung.
- Inwieweit auch die Satellitengeodäsie zum Fächerkatalog der Theoretischen Geodäsie gezählt wird, hängt von der Institutsgliederung der jeweiligen Hochschule ab.

Im englischen Sprachraum werden alle oben genannten Teilgebiete der „Geodesy“ (=Höhere Geodäsie) zugeordnet, während die „Angewandte Geodäsie“ dem „Surveying“ entspricht (siehe auch Survey).

## Unterschiedliche Zuordnung
Seit einigen Jahren tendieren die Geodäten zunehmend dazu, ihr Fachgebiet nicht nach den Aspekten „Theorie und Praxis“ zu gliedern, sondern nach Aufgabengebieten. Unstrittig ist lediglich, dass die Höhere Geodäsie dazu die Grundlagen bereitstellt. Dazu einige Aussagen bekannter Hochschullehrer und die Vorgangsweise einiger geodätischer Organisationen:
- K. Bretterbauer (Wien 1998) nennt die Höhere bzw. Theoretische Geodäsie das Bindeglied zwischen Astronomie und Geophysik, während sie W. Torge (Hannover 2001) zwischen Global und Geodetic Survey ansiedelt, aber nicht als eigenes Fach ausweist.
- Ganz anders der frühere IUGG-Präsident H. Moritz (1999), der Theoretical Geodesy als Untertitel eines Lehrbuches für Erdmessung wählt (Lit.2). Er präsentiert klassisch-geometrische Inhalte „in a new light“, ebenso wie Schwerefeld und Gleichgewichtsfiguren.
- Auf Moritz’ Anregung veranstaltet die IAG (Geodätische Union) seit etwa 1985 eigene Sommerschulen (International Summer School of Theoretical Geodesy), gibt ihnen allerdings eine spezielle Ausrichtung – z. B. „Satellite Altimetry“ (Triest 1992), „Boundary value problems and … cm geoid“ (Como 1996), „Mobile Mapping“ (Rottenmann 2000) oder „Micro gravimetry“ (2005)
- Die bekannte DGK-Schriftenreihe gliedert ihre bisher 450 Forschungsberichte weiterhin in Theoretische Geodäsie (A) und Angewandte Geodäsie (B); nicht hingegen die über 500 Dissertationen (C), um Überschneidungen zu vermeiden.
- Das Kartografie-Lexikon (Bollmann/Koch 2002) führt die Th.G. zurück auf Grundlagen aus Metrologie, euklidischer Geometrie, klassischer und relativistischer Mechanik, sowie auf Astronomie und Mathematische Geografie.